# FDP.Die Liberalen Luzern
Die FDP.Die Liberalen Luzern bildet die Luzerner Kantonalpartei der Schweizer Partei FDP.Die Liberalen.

## Geschichte
Die FDP.Die Liberalen Luzern ist die heutige Bezeichnung für die Liberalen (schweizweit: Freisinnig-Demokratische Partei). Diese waren seit dem frühen 19. Jahrhundert unter dem Namen Liberale Partei Luzern (LPL; bis 28. August 2000) eine der beiden staatstragenden Parteien im Kanton Luzern. Sie wurden im Gegensatz zu den Christdemokraten (Konservative; die Roten) als die Schwarzen bezeichnet. Von 1847 bis 1871 stellten sie die Mehrheit in Regierung und Parlament. Von 1874/1875 bis 2003 stellte sie stets 2 der 7 Regierungsräte. Im Kantonsparlament erreichte sie bis 1991 stets einen Wähleranteil von mehr als 30 %. Danach verlor sie Wähleranteile an andere Parteien (zuerst SVP; dann Grünliberale). Aktuell (Kantonsratswahlen 2019) beträgt ihr Wähleranteil 19,56 %.

## Mandatsträger
Die Partei stellt 22 der 120 Kantonsräte (2019–2023), den Regierungsrat Fabian Peter, den Ständerat Damian Müller und den Nationalrat Peter Schilliger. Der Fraktionspräsident im Kantonsrat ist Georg Dubach.

## Parteiprogramm
Die FDP.Die Liberalen Luzern orientieren sich am Parteiprogramm der Schweizerischen FDP.Die Liberalen. Auf kantonaler Ebene engagiert sich die Partei hauptsächlich für Steuer- und Wirtschaftsthemen.

## Parteiorgane
Parteiorgane sind die Delegiertenversammlung (oberstes Organ), die Geschäftsleitung und die Erweiterte Geschäftsleitung.

## Partnerorganisationen
Partnerorganisationen sind die FDP.Die Liberalen Frauen, die FDP.Die Liberalen Senioren und die Jungfreisinnigen Luzern.